# شهرستان کپه‌داغ

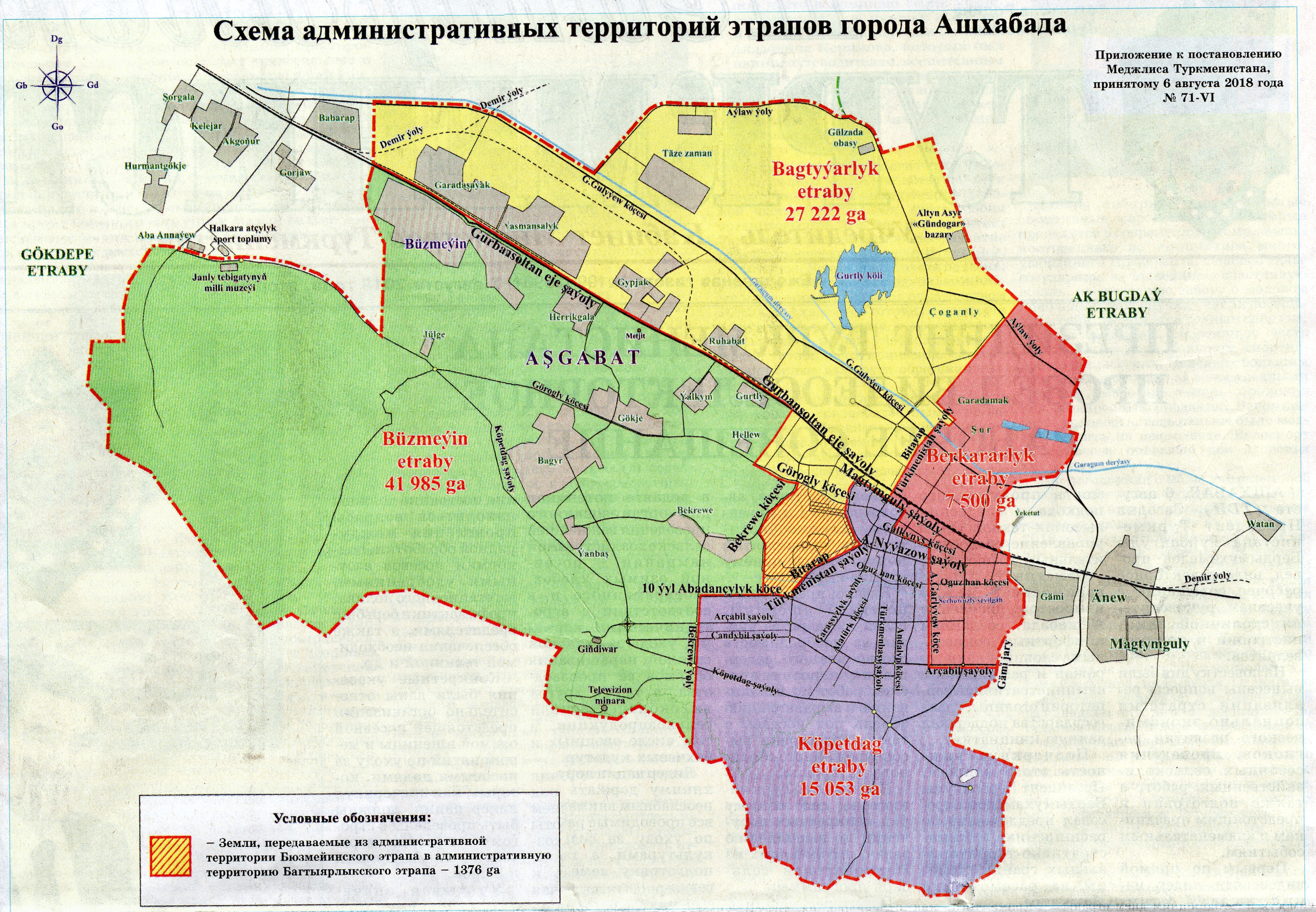
نقشه مناطق شهرداری شهر عشق‌آباد، منطقه کپه‌داغ با رنگ بنقش نشان داده شده است.

شهرستان کپه‌داغ (به ترکمنی: Köpetdag etraby، کؤپت‌داغ اطرابیٛ) یک شهرستان در ترکمنستان است که در عشق‌آباد واقع شده‌است.